# Psallus luridus
Psallus luridus är en insektsart som beskrevs av Reuter 1878. Psallus luridus ingår i släktet Psallus, och familjen ängsskinnbaggar. Arten är reproducerande i Sverige.